# Позняк, Алла Сергеевна
Алла Сергеевна Позняк (7 февраля 1936, Ростов-на-Дону — 16 сентября 2016, там же) — заготовщица верха обуви, Герой Социалистического Труда (1986).

## Биография
Родилась 7 февраля 1936 года в Ростове-на-Дону.
Окончила восемь классов школы. С 1953 года работала в артели «Красный обувщик», впоследствии преобразованной в объединение «Донобувь». Окончила школу рабочей молодёжи. В совершенстве овладев высокопроизводительным оборудованием, Позняк стала работать с личным клеймом.
Когда было принято решение о выполнении двух пятилетних заданий в десятой пятилетке, успешно справилась с этой задачей. Это достижение было повторено и в одиннадцатой пятилетке.
Указом Президиума Верховного Совета СССР от 23 мая 1986 года за «досрочное выполнение заданий одиннадцатой пятилетки и социалистических обязательств, большой личный вклад в улучшение качества товаров народного потребления и проявленную трудовую доблесть» Алла Позняк была удостоена высокого звания Героя Социалистического Труда с вручением ордена Ленина и медали «Серп и Молот».
Активно занималась общественной деятельностью. Была членом КПСС, избиралась депутатом различных выборных органов. С 1978 года была членом Ростовского-на-Дону горкома КПСС. С 1971 по 1990 год избиралась депутатом Ростовского городского Совета народных депутатов.
Выйдя на пенсию в 1995 году, работала в Совете ветеранов Советского района Ростова-на-Дону, а с 1997 года занимала должность ответственного секретаря Ростовского городского совета Героев Социалистического Труда.
Проживала в Ростове-на-Дону.

## Награды и звания
- Была награждена двумя орденами Ленина и орденом Трудового Красного Знамени, рядом медалей[1].
- Медаль «За доблестный труд. В ознаменование 100-летия со дня рождения Владимира Ильича Ленина» (1970).
- Решением Ростовского обкома КПСС А. С. Позняк было присвоено звание «Лучший работник-наставник области» (1979).